# Nestor Nyjankivsky
Nestor Nyzhankivsky (Nestor Ostapovych Nyżankiwski) (ukrainien : Не́стор Оста́пович Нижанкі́вський) né le 31 août 1893, à Berejany, actuel oblast de Ternopil, et mort le 10 avril 1940,  à Łódź, Pologne, est un compositeur, pianiste et critique musical ukrainien.

## Biographie
Nestor Nyjankivsky est né le 31 août 1893 à Berejany. Son père est le compositeur, chef d'orchestre, et prêtre catholique grec Ostap Nyjankivsky. La famille Nyjankivsky déménage à Stryï en 1900, où Nestor termine ses études à l'école et au gymnase. Il a ensuite étudié à l'Institut supérieur de musique Mykola Lysenko de Lviv.
Pendant la Première Guerre mondiale, Nyjankivsky est mobilisé. Il est fait prisonnier, et rentre en 1918. Il a obtenu un doctorat en histoire à l'université de Vienne en 1923 et a été diplômé du Conservatoire de Prague en 1927 après avoir suivi les cours de Vítězslav Novák.
Il retourne en galicie pour enseigner le piano et la théorie à l'Institut supérieur de musique Lysenko à Lviv de 1931 à 1939 et devient l'un des fondateurs (et premier président) de l'Union des musiciens professionnels ukrainiens (SUPROM).
Il meurt en exil le 10 avril 1940 à Łódź. Les restes de Nestor Nyjankivsky ont été déplacés dans le cimetière de la ville de Stryï en novembre 1993, près de la tombe de ses parents.

## Compositeur et activités musicales
Le compositeur Nestor Nyjankivsky a laissé un grand héritage artistique. Parmi ses compositions pour piano-forte, on peut citer Prélude et fugue sur un thème ukrainien en do mineur, Trio avec piano en mi mineur, Petite suite, Intermezzo en ré mineur et les Grandes variations (également connues sous le nom de Variations sur un thème ukrainien en fa dièse mineur). Il a également composé des chansons d'art pour voix et piano : Ty liubchyku za horoliu (Ma bien-aimée au-delà de la montagne, texte de U. Kravchenko), Zasumui trembito (Dirige de Trembita, texte de R. Kupchynsky), Naimyt (La locataire, texte de Ivan Franko).